# Rauperto
Rauperto (seconda metà dell'VIII secolo – dopo l'826) è stato un vescovo italiano.

## Biografia
Rauperto, trascritto anche come Ramperto o Ruperto, è documentato come vescovo di Roselle nell'anno 826.
Il vescovo Rauperto prese parte al concilio di Roma indetto da papa Eugenio II e che si tenne il 15 novembre 826: furono discusse questioni di disciplina ecclesiastica in opposizione alla laicizzazione voluta da Lotario I, riappropriandosi delle decisioni in materia di giurisdizione senza necessitare dell'approvazione imperiale. «Rauperto episcopo Rosellense» figura al quarantunesimo posto tra i sessantadue vescovi che presero parte a questo concilio.
Il successivo titolare della cattedra vescovile, Ottone I, nelle cronotassi di Roselle è documentato all'850, ventiquattro anni dopo l'attestazione di Rauperto.